# Litamali
Litamali is een bestuurslaag in het regentschap Belu van de provincie Oost-Nusa Tenggara, Indonesië. Litamali telt 3773 inwoners (volkstelling 2010).